# Здравко Чолић
Здравко Чолић (Сарајево, 30. мај 1951), познат и као Чола, српски и југословенски је певач поп музике. Описиван је као „српски Том Џоунс”, а популаран је на целој територији бивше Југославије.
Први јавни наступ имао је сасвим случајно, на такмичењу певача аматера 29. новембра 1967. године у Бијелој код Херцег Новог, где је отпевавши песму Битлса освојио награду публике.
У првом делу своје каријере (1968—1972) био је члан група Млади и лијепи, Амбасадори, Нови Амбасадори и Корни групе. 
Званичну соло каријеру започео је 15. априла 1972. године, када је снимио своју прву песму — Синоћ ниси била ту.
Објавио је 15 студијских албума у периоду од 1975. до 2017. и 20 сингл-албума у периоду од 1972. до 1980, као и по један сингл-албум са групом Амбасадори 1971. и Корни Групом 1971. године.
Представљао је Југославију на Песми Евровизије 1973, песмом Гори ватра.
Указом Председника Републике Србије, 2017. године одликован је Златном медаљом за заслуге.

## Биографија
Здравко Чолић је рођен 30. маја 1951. године у Сарајеву. Отац Владимир му је био официр у полицији, а мајка Стана домаћица. Породица Чолић води порекло из херцеговачког села Влаховићи. Био је голман у јуниорском погону сарајевског ФК Жељезничар, али је касније почео да тренира атлетику и на једном такмичењу освојио друго место иза тадашњег репрезентативца Ненада Стекића. Међутим, одустао је пошто више није постизао значајније резултате.
Чолић је био талентован за рецитовање и глуму, па је примљен у Пионирско позориште где је учествовао у представама Дечаци Павлове улице и Кекец и Мојца. Музиком се у то време бавио из хобија; ишао је у музичку школу и учио је да свира гитару. Са другом Брацом Исовићем је свирао за пријатеље у парку, а у локалним оквирима су били познати као дует „Чола и Иса са Грбавице”. У другом разреду гимназије, са пријатељем је отишао да проведе празнике у очевој викендици у Баошићима; на предлог пријатеља Чолић се пријавио за такмичење певача аматера у Бијелој. Извео је песму Битлса Lady Madonna и освојио друго место и свој први певачки хонорар.
Од своје ране младости постаје члан Савеза комуниста Југославије и Савеза социјалистичке омладине Југославије, а касније бива ишчлањен из поменутих друштвено-политичких организација због учесталог непојављивања и неактивности на партијским састанцима и скуповима.

### Почетак каријере 1968—1970
Схвативши да музика може да чини његову каријеру, Чолић се прикључио групи Млади и лијепи, а 1969. године је прешао у Амбасадоре, које су у то време чинили војни музичари, а једини цивил био је гитариста Слободан Вујовић. Амбасадори су временом добијали све више понуда за наступе, што војни музичари због својих обавеза нису могли да испуне, па су 1970. Чолић и Вујовић основали Нове Амбасадоре. Нови Амбасадори су тог лета са Индексима свирали у Дубровнику месец дана. На фестивалу „Ваш шлагер сезоне” Нови Амбасадори су песмом Зденка Руњића Плачем за твојим уснама освојили седмо место, а песма је постала веома слушана.
У ово време Чолић је добио понуду да вежба са Индексима и буде потенцијална замена у случају да Даворин Поповић напусти групу. Неколико пута је и наступао са њима. Како се песма Плачем за твојим уснама продала у изненађујуће великом тиражу, успеси Амбасадора су скренули пажњу Корнелија Ковача на Здравка Чолића и он га је позвао да постане певач Корни групе уместо Даде Топића.

### Седамдесете
Чолић је у ово време био студент прве године Економског факултета у Сарајеву, али је ипак 10. септембра 1971. године дошао у Београд. У Корни групи је остао шест месеци и за то време снимио три песме (Госпа Мица газдарица, Кукавица и Погледај у небо), а затим се вратио у Сарајево и наставио студије.
На фестивалу „Ваш шлагер сезоне” 15. априла 1972. године Чолић је извео песму Кемала Монтена Синоћ ниси била ту. Ту је песму првобитно требало да отпева Јосипа Лисац, али је она одустала. Чолић је освојио треће место по избору публике и награду за интерпретацију.
Од овог момента званично је почела његова соло каријера.
Исте године Чолић је учествовао на фестивалу у Сплиту, песмом Стара пјесма; фестивалу у Скопљу, песмом Мој бол; и фестивалу у Приштини. Са Индексима, Бисером Велетанлић, Сабахудином Куртом и Сабином Варешановић кренуо је на турнеју по Совјетском Савезу. Песмом Гори ватра Кемала Монтена Чолић је у Луксембургу представљао Југославију на избору за Песму Евровизије 1973. Следеће две године Чолић се углавном појављивао на фестивалима, песмама Блинг блинге блинге блинг, Она спава (победа на „Хит паради”), Звао сам је Емили, Април у Београду (аутор Корнелије Ковач; победа на „Београдском пролећу”), Љубав је само ријеч (Војкана Борисављевића), Зелена си ријека била (аутор Монтено; победа на „Шлагеру сезоне”). У исто време је потписао уговор са немачком кућом „WEA” и за њихово тржиште снимио два сингла. Ту се и завршила његова каријера у иностранству (јер није желео да живи у Немачкој, где је било много концерата).
Први студијски албум Ти и ја је изашао 1975. године, а низ јаких песама Вагабунд, Играш се ватром, Лоше вино (на музику Горана Бреговића и текст Арсена Дедића) довео је до масовне хистерије девојака. Продуцент плоче је био Корнелије Ковач и ту праксу Чолић није мењао ни на следећим албумима. За омот је био задужен Драган С. Стефановић, који је и касније дизајнирао омоте плоча. Исте године у ПГП РТБ је издата плоча Здравко Чолић на којој су били хитови са синглова. Иако је 1976. године на загребачком фестивалу, песмом Ти си била, увијек била, освојио четврто место — Чолић је био највећа звезда фестивала. Крајем те године кренуо је са Индексима на прву југословенску турнеју. Последњи пут се на неком фестивалу појавио у Загребу 1977. године, песмом Живиш у облацима. На ’Југословенском фестивалу револуционарне и родољубиве пјесме’ у Загребу 1977. године Чолић је наступио са будућим најпродаванијим синглом Друже Тито ми ти се кунемо која је продата у више од 300.000 примерака.
Следећи албум, Ако приђеш ближе из 1977, снимљен је у Загребу а приређен у Немачкој. За прве две недеље продато је 50.000 примерака, а нови адути код публике су били Пјевам дању, пјевам ноћу по песми Бранка Радичевића, Главо луда, Загрли ме, Јуче још, Једна зима са Кристином и Продужи даље. Дана 1. априла 1978. године Чолић је кренуо на југословенску турнеју под називом „Путујући земљотрес”, а пратила га је балетска група „Локице”. Већ тада је плоча продата у 150.000 примерака, да би на крају премашила 700.000 примерака. У анкети листа Здраво Чолић је победио у категорији „најдража личност”. Иако је на почетку турнеје 4. и 8. априла одржао два концерта у београдској хали „Пионир”, турнеја се окончала концертом на Маракани одржаним 5. септембра 1978. године, који је окупио око 70.000 људи. У пратећој Чолићевој групи клавијатуре је свирао Крис Николс, а бас Дадо Топић (некадашњи чланови тада већ распуштеног састава Тајм). Топић је наступио као загревање, певајући неколико својих хитова, а затим је на бину ступио Чолић, праћен разголићеним „Локицама”. Као гости концерта појавили су се Кемал Монтено, Арсен Дедић, Корнелије Ковач, Јосип Бочек, трио „Струне” и певачки квинтет РТБ. Сав приход од наступа Чолић је уступио Савезу слепих.
На стадиону су снимљени и први кадрови документарног филма о Здравку, Пјевам дању, пјевам ноћу. Сценарио је писао новинар Душан Савковић, а режирао редитељ Јован Ристић. Филм је касније преточен у серију од четири епизоде и, неколико месеци касније, после биоскопске премијере приказан на тадашњој РТВ Југославије. Концерту на Маракани присуствовао је Зиги Лох, директор немачке дискографске куће, који је био изненађен Чолићевом популарношћу и одмах је предложио да се обнови уговор; тако су за немачко тржиште објављени синглови са песмама Једина и Загрли ме, као и један диско сингл на коме су биле песме I'm Not Robot Man и Light me. Међутим, Чолић није прихватио њихову понуду да се пресели у Немачку и тамо ради за њих. Уместо тога, 14. новембра 1978. године је отишао на одслужење војног рока у Ваљево. Касније је прекомандован у Београд, па у Пожаревац, да би завршио војни рок 14. септембра 1979. године.
У пролеће 1980. године Чолић је објавио албум Због тебе са песмама Писаћу јој писма дуга, Пусти, пусти моду и Пјесмо моја. Албум је сниман у Уједињеном Краљевству (опет га је продуцирао Корнелије Ковач) а аутори су били још и Горан Бреговић, Кемал Монтено, Арсен Дедић и Споменка Ковач. Иако је еуфорија за Чолићем мало опала, плоча је продата у преко 400.000 примерака.
Следећа турнеја је била нешто мирнија, без „Локица”, али са енглеским музичарима. На крају турнеје, у октобру 1980. године, Чолић је одржао три распродата концерта у хали „Пионир”. На једном од њих први и последњи пут, на једном свом концерту, уживо је отпевао тада мегахит Друже Тито ми ти се кунемо.

### Осамдесете
Нови албум, Мало појачај радио, сниман је октобра 1981. године у Лондону. Музички део посла одрадили су Корнелије Ковач и Горан Бреговић, а матрице су снимили енглески студијски музичари. Плоча је донела заокрет ка рок звуку, а хитови су били Мађарица, Нове лаковане ципеле, Кажеш да ти некад изгледам к’о Дунав. У песми Што си препотентна Здравко се први пут окушао као аутор, док су преостали материјал написали Ђорђе Балашевић, Душко Трифуновић, Ђорђе Новковић и Марина Туцаковић. Албум је продат у више од 300.000 примерака.
Током 1982. Чолић је на турнеји одржао педесет и пет концерата, а пратили су га чланови групе Генерација 5. Тада су наступили и у Приштини у којој због демонстрација пуних годину дана нико није свирао. Наступ на београдском Ташмајдану 10. јуна 1982. године окупио је око 8.000 посетилаца. Цена улазнице је била 100 динара, што је у оно време представљало неуобичајено високу цену.
Следећа плоча, Шта ми радиш, опет је снимана у Лондону и то под потпуном контролом Корнелија Ковача. Опет су свирали енглески музичари, а аутори песама су били Ковач, Бајага, Кикамац (Зана), Дедић и други. Албум је објављен 1983. године, са хитовима међу којима су и Cherie, Cherie, Шта ми радиш и балада Станица Подлугови. Чолић је на турнеју још једном кренуо са члановима групе Генерација 5 и Лазом Ристовским.
На следећој плочи, коју издаје 1984. године за сарајевски Дискотон под називом Ти си ми у крви (прва коју је снимио у Београду, у студију „Акваријус”), Чолић се окренуо етно призвуку, посебно у нумерама Рушка, Сто цигана и Ти можеш све, ал’ једно не, али се као највећи хит издвојила балада Ти си ми у крви — коју су заједно урадили Корнелије и Споменка Ковач. Уследила је делимична југословенска турнеја која је обухватила јадранску обалу, СР Македонију, СР Босну и Херцеговину и Центар Сава. У то време Чолић се привремено удаљио са сцене, основавши са Бреговићем издавачку кућу „Камарад”, те на тај начин међу првима започињући приватну издавачку делатност.
После скоро три године паузе, Чолић је у децембру 1988. за сарајевски „Дискотон” са Корнелијем Ковачем, као продуцентом и аранжером, снимио и објавио албум једноставно назван Роди ме мајко сретног, којим се вратио поп звуку. Плоча није имала великог медијског одјека и памти се као албум са најслабијим тиражом (200.000 примерака) са кога се као хитови издвајају нумере Ој дјевојко, селен велен, Хеј сузо и Само она зна. Због лоше продаје није одржана турнеја, а и следећих година Чолић се посветио приватном пословању.

### Деведесете
Чолић је 1990. са Гораном Бреговићем урадио албум Да ти кажем шта ми је, који је објавила приватна београдска издавачка кућа „Комуна”. Материјал са албума је промовисан на фестивалу „Месам” 1991. године. На њему се нашла обрада народне песме Чаје шукарије (у којој пева девојчица Ивана, глумица из филма Кудуз), која се издваја као највећи хит, као и нумере Чија је оно звијезда, Е драга, драга и Да ти кажем шта ми је, насловна песма сарајевског аутора Дина Мерлина.
Албум због надолазећих ратова и разбијања Југославије није концертно испраћен и после њега је наступило затишје у каријери, које је прекидано повременим наступима. Из тог периода је упечатљив наступ Здравка Чолића на Месаму почетком 1995. године, где је био гост концерта посвећеног каријери Корнелија Ковача.
У пролеће 1992. када је разбијена Југославија и отпочео рат у Босни и Херцеговини, Здравко се преселио из Сарајева у СР Србију, где је такође прешла да живи и његова комплетна породица. Проблем је била национална неподобност и занимање неговог оца.
Повремено је наступао по мањим дворанама широм Европе са Лазом Ристовским, дискотекама у Србији током 1994. године, а исто тако био и редован сарадник на плочама Бреговићеве филмске музике. Током паузе у његовом дискографском раду године 1994, у дискографским кућама „Комуна” и ПГП РТС објављена је плоча Последњи и први на којој је избор његових највећих хитова. Током деведесетих година, сматра се једним од најпродаванијих албума у тадашњој СР Југославији.
После седам година паузе, у „Комуни” је издат девети Чолићев албум, Кад би моја била, у продукцији Горана Бреговића. Песме су компоновали Чолић и Бреговић, а део текстова су написали Марина Туцаковић и Момчило Бајагић. Са албума су се издвојиле песме Чини ти се грми, Јако, јако слабо срце заводиш, као и баладе Кад би моја била и Табакера. Здравко је крајем 1998. године одржао девет распродатих концерата у београдском „Сава центру”, а наступио је и у Приштини, не обазирући се на сукобе на Косову.

### Двехиљадите
Чолићев десети албум, Окано, објављен је крајем 2000. године у издању „БК саунда”. Албум је поред насловне нумере донео и хитове Красива, Хотел Балкан и баладу У боји вина. Тираж је био преко пола милиона продатих носача звука, а уследила је и велика турнеја по већим градовима бивше Југославије. Турнеја је кулминирала распродатим концертом на стадиону ФК Црвене звезде, популарној Маракани, 30. јуна 2001. године када се окупило око 80.000 људи. Пред малим екранима је више од 4.000.000 људи пратило директан пренос концерта. Албум Окано проглашен је за албум године, песма Окано за хит године, а Здравко Чолић изабран за личност године. Дана 1. маја 2001. године Чолић се оженио Александром, а 1. октобра исте године добио је кћерку Уну-Звездану.
Нови албум Чаролија, поново у издању РТВ БК, Чолић је представио 24. децембра 2003. године. Са албума су се издвојиле песме Ао ноно бијела, Злочин и казна, Моја драга и На овај дан, а као песма са једним од најбољих спотова се издвојио велики хит Много хвала. У мају 2004. године је почела турнеја по већим градовима бивше Југославије и неким европским земљама. Током 2005. године одржано је још 14 концерата у Канади, САД, Европи, као и на просторима бивше СФРЈ. У октобру је непланирано две вечери заредом певао пред београдском публиком у новоотвореној Београдској арени. Концертима је присуствовало преко 50.000 људи.
Албум Завичај Чолић је објавио 2006. године. Песме за нови албум су поред Чолића написали и Ђорђе Балашевић, Марина Туцаковић, Арсен Дедић, Дино Мерлин и Леонтина Вукомановић. Песме су снимане у студијима у Београду и Новом Месту, а постпродукција је рађена у лондонском студију Аби роуд. Албум се у прва два дана продао у рекордном тиражу од 100.000 примерака. После овог албума, 30. јуна 2007. године Здравко је по трећи пут у каријери одржао концерт на стадиону Црвене звезде. Концерт је био још један тријумф Здравкове популарности код свих генерација. Присуствовало је око 65.000 људи, а сам Здравко је поставио вероватно недостижан рекорд од три фантастична концерта на највећем српском стадиону.
Чолић је 10. августа 2006. добио кћерку Лару.

### 2010—данас
Албум Кад погледаш ме преко рамена Здравко је објавио 2010. године. Албум је веома брзо прихваћен код публике иако ни овај албум као ни већину претходних критика релативно није баш благонаклоно прихватила. Тираж је био преко 700.000 примерака. Убрзо након изласка новог албума, Чолић креће на турнеју која обухвата 55 концерата широм региона и Европе, као и у Канади и САД. У склопу саме турнеје одржава, после 32 године, концерт на стадиону „Кошево” у Сарајеву. Концерту је присуствовало око 60.000 људи.
Дана 25. јуна 2011. године, Здравко Чолић је одржао по многима и концерт живота — на београдском Ушћу пред око 100.000 људи, у трајању од 3 сата и 40 минута. Концерт је протекао у сјајној атмосфери; беспрекорно организован, са врхунском продукцијом, путем директног преноса на Радио-телевизији Србије пратило га је око 2.200.000. људи. Здравко је на концерту отпевао невероватне 44 песме, којима је обухватио све периоде своје богате каријере, како са сингл албумима тако и са свих 13 студијских албума.
Дана 12. децембра 2013. године, објавио је албум Ватра и барут. Песме Што ти дадох, Зар се нисмо схватили, Есма и Ватра и барут су по мишљењу публике најбоље песме на овом албуму.
Децембра 2014. године, поново две вечери заредом пева пред београдском публиком у Београдској арени; концертима је присуствовало око 40.000 људи. Дана 20. фебруара 2015. године, први пут у каријери, одржава концерт у Дубаију; концерту је присуствовало око 2.000 људи.
Чолић је на свом Јутјуб каналу 30. маја 2017. године објавио нову песму с називом Мала, а 18. октобра 2017. још једну нову нумеру — Шљиве су родиле. Албум Оно мало среће изашао је 15. децембра 2017. године, са још девет хитова поред претходно поменута два. Спот за песму Тебе чувам за крај (2017) објавио је 7. маја 2018. године, такође на Јутјубу. На исти начин објавио је још два спота, за песму Ничег није било између нас 10. октобра 2018. године и за песму Оно мало среће 11. јула 2019. године. Турнеја Оно мало среће главним делом траје од 2018. и током 2019. године, а Чола је након америчког дела турнеје и неколико домаћих наступа — после седам година и два успешна наступа у Зеници одржао трећи солистички концерт у овом граду — 9. новембра 2019. у Зеничкој арени. Скорашњи заказани велики наступи Чолића су београдска четири распродата (29. и 30. новембар [одржано] и 13. и 14. децембар 2019) и још два децембарска (27. и 28. децембар 2019) концерта у овом граду, у Штарк арени. За Нову годину 2020. Чолић има заказан наступ у Будви са Цецом Ражнатовић и другим звездама. Значајни наредни наступи током турнеје Оно мало среће су они у великим европским градовима попут Лондона и Берлина, те два у Канади као канадски део турнеје. У Бару је одржао концерт 21. маја 2023. пред око 30 хиљада људи. У Осијеку је новембра 2023. године одржао концерт, две вечери у испуњеном Градском врту.

## Концерти у Београду
| Год.  | Место одржавања       |
| ----- | --------------------- |
| 1976. | Дом синдиката         |
| 1978. | Хала Пинки            |
| 1978. | Хала Пионир           |
| 1978. | Маракана              |
| 1980. | Хала Пионир           |
| 1982. | Стадион Ташмајдан     |
| 1983. | Хала Пионир           |
| 1985. | Центар Сава           |
| 1998. | Центар Сава           |
| 2001. | Маракана              |
| 2005. | Београдска арена (×2) |
| 2007. | Маракана              |
| 2011. | Ушће                  |
| 2014. | Београдска арена (×2) |
| 2019. | Штарк арена (×6)      |

Најважнији и најбитнији град за каријеру и популарност Здравка Чолића је свакако главни град Србије, Београд. Као регионални центар културних збивања и свих битних медија, најчешће је незаобилазан и за сваку другу јавну личност Србије и регије.
Здравко је у Београду први пут наступио још почетком ’70-их, а свој први соло концерт одржао је 1976. године у Дворани Дома синдиката.
Од тада је наступао на свим битним местима у граду, постављајући рекорде више пута по броју посетилаца.
Апсолутни рекорд каријере поставио је крајем 2019. године, када је одржао шест распродатих концерата у Штарк арени.

## Приватни живот
Здравко Чолић крајем ’80-их година дефинитивно прелази да живи у Београд. Избијањем рата на подручју бивше БиХ, 1992. године, Здравко у Београд пребацује и своје родитеље — оца Владимира и мајку Стану. У Београду му такође живи и брат Драган са својом породицом.
Средином ’90-их година Здравко се крстио у Саборној цркви у Београду, а познато је да је и велики верник и добротвор. Новчаним прилозима помаже Српску православну цркву, као и разне хуманитарне акције. Здравко је велики пацифиста; наступао је два пута током НАТО агресије на СР Југославију 1999. године. Певао је на Бранковом мосту у Београду као и на Тргу републике, заједно са Ђорђем Балашевићем и многим српским и светским уметницима који су тада дали свој глас подршке српском народу у неравноправном рату са НАТО-ом.
Својом дугогодишњом девојком Александром (1964), професорком географије, оженио се 1. маја 2001. године. Са њом има и две ћерке: Уну и Лару. Свој приватни живот је успео да сачува од јавности, водећи га мирно и повучено без икаквих скандала.
Током ратова на тлу бивше Југославије, није давао никакве изјаве, нити се мешао у политику — што му је након рата као музичару фокусираном искључиво на уметност само повећало популарност. Познат је и по томе што јако воли спорт и радо гледа фудбалске утакмице по Београду, па чак и нижеразредне. Посетилац је београдских теретана и трим стаза по Кошутњаку, познатом београдском парку.

## Дискографија

### Сингл албуми 1971—1980.
1. Плачем за твојим уснама / Погледај у небо (Амбасадори; Београд диск, 1971)
2. Кукавица кука / Госпа Мица-газдарица (Корни група; ПГП РТБ, 1971)
3. Синоћ ниси била ту / Тако тихо (Београд диск, 1972)
4. Под лумбрелом / Стара писма (Југотон, 1972)
5. Гори ватра / Исти пут (Југотон, 1973)
6. Блинг, блинге, блинге, блинг / Јулија (Југотон, 1973)
7. Зелена си ријека била / Не дам ти своју љубав (Дискотон, 1974)
8. Доме мој / Љубав је само ријеч (Југотон, 1974)
9. (Сузи рекордс, 1974)
10. Она спава / Заборави сва прољећа (ПГП РТБ, 1975)
11. Синоћ ниси била ту /  У дну човека успомена /  Слике из детињства (ПГП РТБ, 1975)
12. Звао сам је Емили / Соната (Југотон, 1975)
13. Април у Београду / Свитање (ПГП РТБ, 1975)
14. Ти си била, увијек била / А сад сам ја на реду (Југотон, 1976)
15. Љубав има лажни сјај / Балерина (Југотон, 1977)
16. Живиш у облацима / Зашто спаваш (Југотон, 1977)
17. Лош глас / Не могу бити твој (Југотон, 1978)
18. (Сузи рекордс, 1978)
19. (Ворнер брос рекордс, 1979)
20. (Варнер електра атлантик, 1979)
21. Друже Тито ми ти се кунемо / Титовим путем (Југотон, 1980)
22. (Мелодија, 1980)

### Албуми 1975—2017.
1. Ти и ја (Југотон, 1975)
2. Ако приђеш ближе (Југотон, 1977)
3. Због тебе (Југотон, 1980)
4. Мало појачај радио (Југотон, 1981)
5. Шта ми радиш (Југотон, 1983)
6. Ти си ми у крви (Камарад—Дискотон, 1984)
7. Роди ме мајко сретног (Дискотон, 1988)
8. Да ти кажем шта ми је (Комуна, 1990)
9. Кад би моја била (Комуна, 1997)
10. Окано (БК саунд, 2000)
11. Чаролија (РТВ БК Телеком, 2003)
12. Завичај (МТС, 2006)
13. Кад погледаш ме преко рамена (Сити рекордс, 2010)
14. Ватра и барут (Сити рекордс, 2013)
15. Оно мало среће (ПГП-РТС / Кроација рекордс, 2017)

### Лајв албуми
- Стадион Маракана (2001) — лајв DVD[тражи се извор]
- Београдска арена (2005) — лајв 2× DVD
- Стадион Маракана (2007) — лајв 2× DVD
- Стадион Кошево (2010) — лајв 2× DVD
- Београд Ушће  (2011) — лајв 2× DVD
- Комбанк арена  (2014) — лајв 2× DVD

### Компилације
- Здравкo Чолић (хитови са сингл плоча 1972-1975) (1975)
- Пјесме које волимо (1984)
- Последњи и први (1994)
- Заувек (1998)
- Заувек 2 (1999)
- 7× Чола бокс сет (2000)
- Баладе (2002)
- Најбоље од Здравка Чолића (2004) — сет 2× ЦД
- Најбоље од Здравка Чолића (2008)

### Видеографија
| Спот                                | Година | Режисер          |
| ----------------------------------- | ------ | ---------------- |
| Мађарица                            | 1981   | —                |
| Адам и Ева                          | 1981   | —                |
| Кажеш да ти некад изгледам ко Дунав | 1981   | —                |
| Мало појачај радио                  | 1981   | —                |
| Октобар је, почиње сезона киша      | 1981   | —                |
| Сједни ми у крило                   | 1981   | —                |
| Што си препотентна                  | 1981   | —                |
| Африка                              | 1983   | —                |
| Станица Подлугови                   | 1983   | —                |
| Твоје очи                           | 1983   | —                |
| Шта ми радиш                        | 1983   | —                |
| Чарапе црне                         | 1983   | —                |
| Cherie, Cherie                      | 1983   | —                |
| Дај ми то                           | 1983   | —                |
| Коначно сам                         | 1983   | —                |
| Побјегнимо који дан на море         | 1983   | —                |
| Рушка                               | 1984   | —                |
| Ти си ми у крви                     | 1984   | —                |
| Ти можеш све                        | 1984   | —                |
| Чија је оно звијезда                | 1990   | —                |
| Негдје на дну срца                  | 1990   | —                |
| Ријека суза и на њој лађа           | 1990   | —                |
| Кад би моја била                    | 1997   | —                |
| Меланхолија                         | 1997   | —                |
| Табакера                            | 1997   | —                |
| У боји вина                         | 2000   | —                |
| Ајде, иди                           | 2000   | —                |
| Ноћ ми те дугује                    | 2000   | —                |
| Окано                               | 2000   | —                |
| Красива                             | 2000   | —                |
| Ао ноно бијела                      | 2003   | Visual Infinity  |
| Моја драга                          | 2003   | Visual Infinity  |
| Злочин и казна                      | 2003   | Visual Infinity  |
| На овај дан                         | 2003   | Visual Infinity  |
| Много хвала                         | 2003   | —                |
| Као моја мати                       | 2006   | Visual Infinity  |
| Сачувај ме, Боже, њене љубави       | 2006   | —                |
| Мерак ми је                         | 2006   | Visual Infinity  |
| Манијачи                            | 2010   | —                |
| Јави се                             | 2010   | —                |
| Дајте нам свега                     | 2010   | —                |
| Кад погледаш ме преко рамена        | 2010   | —                |
| Што ти дадох                        | 2013   | Visual Infinity  |
| Памук                               | 2013   | Visual Infinity  |
| Ватра и барут                       | 2014   | Visual Infinity  |
| Есма                                | 2014   | Visual Infinity  |
| Зар се нисмо схватили               | 2014   | Visual Infinity  |
| Мала                                | 2017   | Visual Infinity  |
| Шљиве су родиле                     | 2017   | Visual Infinity  |
| Кућа пуна народа                    | 2018   | Visual Infinity  |
| Тебе чувам за крај                  | 2018   | Visual Infinity  |
| Ничег није било између нас          | 2018   | Visual Infinity  |
| Оно мало среће                      | 2019   | Visual Infinity  |
| Сто дуката                          | 2022   | Visual Infinity  |
| Бирај ти                            | 2024   | Long play studio |

## Турнеје
- Турнеја Ватра и барут (2014/15)
- Турнеја Оно мало среће (2018/19 — главним делом)

## Фестивали
- 1971 — Ваш шлагер сезоне, Сарајево — Плачем за твојим уснама (као вокал групе Амбасадори)
- 1972 — Ваш шлагер сезоне, Сарајево — Синоћ ниси била ту (трећа награда публике и награда за интерпретацију)
- 1972 — Сплит — Стара писма
- 1972 — Скопље — Еден живот, една жена (Мој бол)
- 1973 — Ваш шлагер сезоне, Сарајево — Блинг блинге блинге блинг (друго место)
- 1973 — Опатија — Гори ватра (победничка песма)
- 1973 — Песма Евровизије — Гори ватра (петнаесто место)
- 1973 — Загреб — Дуга
- 1974 — Ваш шлагер сезоне, Сарајево — Зелена си ријека била (победничка песма)
- 1974 — Београдско пролеће — Љубав је само ријеч
- 1974 — Опатија — Не дам ти своју љубав
- 1974 — Хит парада, Београд — Она спава (победничка песма)
- 1974 — Фестивал војничких песама — Слике из детињства
- 1974 — Скопље — Нежност
- 1975 — Ваш шлагер сезоне, Сарајево — Звао сам је Емили (победничка песма)
- 1975 — Београдско пролеће — Април у Београду (победничка песма)
- 1976 — Загреб — Ти си била, увијек била, четврто место
- 1976 — Традиционални фестивал револуционарне песме ЈНА, Београд — Титовим путем
- 1977 — Загреб — Живиш у облацима
- 1977 — Југословенски фестивал револуционарне и родољубиве пјесме, Загреб — Друже Тито, ми ти се кунемо
- 1978 — Песме из војничког живота — Сложни смо
- 1988 — Београдско пролеће — Април у Београду (Вече ретроспективе - највећих хитова са фестивала Београдско пролеће)